# Jungfrau (40), männlich, sucht …
Jungfrau (40), männlich, sucht … (Originaltitel: The 40 Year-Old Virgin) ist eine Filmkomödie aus dem Jahr 2005 von Regisseur Judd Apatow mit Steve Carell in der Hauptrolle.

## Handlung
Der 40-jährige Andy Stitzer ist eine männliche „Jungfrau“. Er lebt zurückgezogen, verbringt seine Freizeit mit Videospielen, Euphonium spielen, dem Sammeln von (teilweise noch originalverpackten) Actionspielzeugfiguren und dem Bemalen von Miniaturmodellen. Als seine Arbeitskollegen erfahren, dass er noch jungfräulich ist, suchen sie für ihn eine Sexualpartnerin.
Eine von seinem Arbeitskollegen Jay engagierte Prostituierte entpuppt sich als prä-operative Transfrau. Auch weitere Versuche, eine Partnerin für Andy zu finden, enden in Katastrophen. Daher verabredet er sich ohne die Hilfe seiner Kollegen mit Trish Piedmont. Bei dem Treffen kommt es beinahe zum Sex, doch Andy und Trish werden von Trishs heranwachsender Tochter Marla gestört. Später verabreden sie, dass sie erst beim 20. Treffen Sex haben wollen.
Bei diesem Treffen kommt es zum Streit. Als Trish zu Andy fährt, um sich zu entschuldigen und Verständnis zu zeigen, findet sie in seinem Apartment viele Gegenstände, die Andy im Laufe der Handlung zur Erforschung der Sexualität gedient haben. Sie hält ihn für einen Serienkiller und flieht. Bei dem Versuch, sie zu stoppen und alles zu beichten, hat Andy einen Unfall und beichtet Trish, dass er noch Jungfrau ist.
Andy und Trish heiraten schließlich und es kommt zum ersten Sex. In der Schlussszene tanzen die Schauspieler zu dem Song Aquarius/Let the Sunshine In aus dem Musical Hair.

## Kritiken
In den englischsprachigen Medien fand der Film eine weit überwiegend positive Aufnahme. Basierend auf der Auswertung von 185 Kritiken weist Rotten Tomatoes eine Positivquote von 85 Prozent aus.
James Berardinelli schrieb auf ReelViews, der Film beweise, dass Filmkomödien „immer noch lustig sein können“. Er sei ein würdiger Nachfolger der Komödien Verrückt nach Mary und American Pie – Wie ein heißer Apfelkuchen.
Das Lexikon des internationalen Films schrieb: „Die geistlose Komödie lässt nichts unversucht, um das pubertäre Thema Nr. 1 einem erwachsenen Publikum anzudienen, wobei die inhaltslosen Bilder und die blutleeren Charaktere bestenfalls auf die Ideenarmut ihrer Macher schließen lassen.“

## Auszeichnungen
Steve Carell gewann im Jahr 2006 den MTV Movie Award. Der Film als Bester Film, Steve Carell in einer weiteren Kategorie, Romany Malco sowie das aus Steve Carell, Paul Rudd, Seth Rogen und Romany Malco bestehende Team wurden für den gleichen Preis nominiert. Judd Apatow und Steve Carell wurden 2006 für den Writers Guild of America Award nominiert.
Catherine Keener gewann im Jahr 2005 den Boston Society of Film Critics Award und den Los Angeles Film Critics Association Award. Der Film gewann 2006 als Beste Komödie den Broadcast Film Critics Association Award. Lyle Workman gewann 2006 den Film and Television Music Award der American Society of Composers, Authors and Publishers. Judd Apatow wurde 2006 für den Online Film Critics Society Award nominiert.

## Hintergrund
- Der Film wurde in Los Angeles und in Pasadena (Kalifornien) gedreht.[6] Er spielte bei geschätzten Produktionskosten von 26 Millionen US-Dollar ca. 109,2 Millionen US-Dollar in den US-Kinos ein.[7]

- Die American Humane Association verweigerte dem Film die im Abspann üblicherweise ausgesprochene Erklärung, dass während der Produktion des Films keine Tiere zu Schaden gekommen sind („No animals were harmed…“). Die Filmemacher hatten die Organisation nicht korrekt über die Verwendung von Tieren informiert; zudem kamen durch Unachtsamkeit mehrere exotische Fische ums Leben.[8]